# Romeo Bertini
Romeo Bertini (født 21. april 1893, død 29. august 1973) var en italiensk atlet, som deltog i de olympiske lege 1924 i Paris og 1928 i Amsterdam.
Bertini løb i 1913 sit første maratonløb og kom her under tre timer. Han løb ikke denne distance igen i over ti år, men ved et italiensk kvalifikationsstævne til OL 1924 løb han den kortere distance på 37 km i næstbedste tid. Dette var nok til at sende ham til OL, hvor han ikke var blandt favoritterne. Matatonløbet blev afviklet på en særdeles varm dag, og starten blev udskudt af arrangørerne af hensyn til deltagernes helbred. Finnen Albin Stenroos bragte sig i spidsen af løbet omkring midtvejs, og han en komfortabel sejr med et forspring på næsten seks minutter til nummer to, som blev Bertini, der sammen med amerikaneren Clarence DeMar havde fået et forspring til de næste ved 27 km. Bertini sikrede sig sølvmedaljen ved at holde DeMar bag sig med næsten et minut, mens amerikanerens bronzemedalje aldrig kom i fare.
I efteråret 1924 profiterede Bertini af sin gode form fra OL-deltagelsen, og han blev italiensk mester i september. Han deltog også i et maratonløb i Torino en måned senere. Han nåede aldrig igen tilsvarende resultater, og ved OL 1928 måtte han udgå af maratonløbet.